# Sân bay Hàm Đan
Sân bay Hàm Đan (tiếng Trung: 邯郸机场) (IATA: HDG, ICAO: ZBHD) là một sân bay dân dụng phục vụ tại thành phố Hàm Đan, tỉnh Hà Bắc, Trung Quốc. Nó nằm cách 11 km về phía tây nam của Hàm Đan, và cách An Dương của tỉnh Hà Nam 43 km về phía bắc thành phố. Sân bay được khánh thành vào tháng 8 năm 2007   và hiện đang trải qua một đợt nâng cấp mở rộng có trị giá 120 triệu nhân dân tệ.
Sân bay này có một đường băng dài 2.200 mét và rộng 45 mét, và một nhà ga hành khách của sân bay rộng 15.000 mét vuông. Trong tháng 6 năm 2011, quá trình nâng cấp mở rộng sân bay bắt đầu, trong đó bao gồm việc kéo dài đường băng lên thành 2.600 mét.

## Hãng hàng không và tuyến bay
| Hãng hàng không         | Các điểm đến                              |
| ----------------------- | ----------------------------------------- |
| China Eastern Airlines  | Thượng Hải-Hồng Kiều, Thượng Hải-Phố Đông |
| China Express Airlines  | Trùng Khánh, Đại Liên                     |
| China Southern Airlines | Quảng Châu                                |
| Sichuan Airlines        | Thành Đô                                  |